# Persone di nome Francesco Saverio
| Questa pagina contiene informazioni ricavate automaticamente dalle voci biografiche con l'ausilio del template Bio e di un bot. L'aggiornamento è periodico e automatico e ricostruisce completamente la pagina. Se manca una persona in questa lista, sei pregato di non aggiungerla, ma accertati piuttosto che la sua voce biografica contenga il template Bio e che i dati anagrafici siano correttamente compilati. Se il template Bio manca, inseriscilo tu stesso o, in alternativa, metti l'avviso {{tmp\|Bio}} che ne segnala la mancanza. Se i dati riportati sono sbagliati, correggi direttamente la voce biografica; le modifiche saranno visibili in questa lista entro pochi giorni. Per chiarimenti vedi il progetto biografie. La lista contiene solo le 63 persone che sono citate nell'enciclopedia e per le quali è stato implementato correttamente il template Bio. Pagina aggiornata al 22 feb 2022. |

Questa è una lista di persone presenti nell'enciclopedia che hanno il prenome Francesco Saverio, suddivise per attività principale.

## Architetti(2)
- Francesco Saverio Cavallari, architetto, incisore e archeologo italiano (Palermo, n.1810 - Palermo, †1896)
- Francesco Saverio Fabri, architetto italiano (Medicina, n.1761 - Lisbona, †1817)

## Arcivescovi cattolici(4)
- Francesco Saverio Bassi, arcivescovo cattolico italiano (Carpineto Sinello, n.1745 - Chieti, †1821)
- Francesco Saverio Luschin, arcivescovo cattolico sloveno (Tainach, n.1781 - Gorizia, †1854)
- Francesco Saverio Passari, arcivescovo cattolico italiano (Montegiorgio, n.1744 - Montegiorgio, †1808)
- Francesco Saverio Toppi, arcivescovo cattolico italiano (Brusciano, n.1925 - Nola, †2007)

## Attivisti(1)
- Francesco Saverio Caruso, attivista e politico italiano (Napoli, n.1974)

## Banchieri(1)
- Francesco Saverio Vinci, banchiere e dirigente d'azienda italiano (Milano, n.1962)

## Biochimici(1)
- Francesco Saverio Costanzo, biochimico italiano (Napoli, n.1955)

## Cardinali(2)
- Francesco Saverio Apuzzo, cardinale e arcivescovo cattolico italiano (Napoli, n.1807 - Capua, †1880)
- Francesco Saverio Massimo, cardinale italiano (Dresda, n.1806 - Roma, †1848)

## Ceramisti(1)
- Francesco Saverio Grue, ceramista italiano (Castelli (Italia), n.1731 - Napoli, †1800)

## Compositori(1)
- Francesco Saverio Mangieri, compositore, paroliere e direttore d'orchestra italiano (San Pietro al Tanagro, n.1919 - Roma, †2008)

## Diplomatici(1)
- Saverio Fava, diplomatico e politico italiano (Salerno, n.1832 - Roma, †1913)

## Dirigenti d'azienda(1)
- Francesco Saverio Nucci, manager italiano (Roma, n.1964)

## Disc jockey(1)
- DJ Squarta, disc jockey, musicista e produttore discografico italiano (Roma, n.1977)

## Generali(1)
- Francesco Saverio Grazioli, generale e politico italiano (Roma, n.1869 - Firenze, †1951)

## Gesuiti(1)
- Francesco Saverio Clavigero, gesuita, docente e storico messicano (Veracruz, n.1731 - Bologna, †1787)

## Giornalisti(2)
- Francesco Saverio Garaguso, giornalista italiano (Roma, n.1948)
- Saverio Rotondi, giornalista, scrittore e editore italiano (Benevento, n.1933 - Roma, †1983)

## Giuristi(4)
- Francesco Saverio Arabia, giurista, letterato e patriota italiano (Dipignano, n.1821 - Napoli, †1899)
- Francesco Saverio Bianchi, giurista e politico italiano (Piacenza, n.1827 - Civitavecchia, †1908)
- Francesco Saverio Bruno, giurista italiano (Brienza, n.1756 - †1799)
- Francesco Saverio De Rogati, giurista, librettista e traduttore italiano (Bagnoli Irpino, n.1745 - Napoli, †1827)

## Imprenditori(1)
- Saverio Capris di Cigliero, imprenditore italiano (n.1800 - †1843)

## Insegnanti(2)
- Francesco Saverio Giardina, docente e politico italiano (Modica, n.1860 - Catania, †1932)
- Franco La Polla, docente e critico cinematografico italiano (Faenza, n.1943 - Pavia, †2009)

## Letterati(1)
- Francesco Saverio Salfi, letterato, politico e librettista italiano (Cosenza, n.1759 - Parigi, †1832)

## Magistrati(3)
- Francesco Saverio Borrelli, magistrato italiano (Napoli, n.1930 - Milano, †2019)
- Francesco Saverio Gargiulo, magistrato e docente italiano (Sorrento, n.1840 - Napoli, †1922)
- Francesco Saverio Pavone, magistrato italiano (Taranto, n.1944 - Mestre, †2020)

## Matematici(1)
- Francesco Saverio Brunetti, matematico, accademico e presbitero italiano (Corinaldo, n.1693)

## Medici(3)
- Francesco Saverio da Camino, medico, chirurgo e patriota italiano (San Cassiano del Meschio, n.1786 - San Vito al Tagliamento, †1864)
- Francesco Saverio Mosso, medico e politico italiano (Camogli, n.1869 - Genova, †1946)
- Francesco Saverio Verson, medico e accademico italiano (Trieste, n.1804 - Padova, †1849)

## Militari(1)
- Francesco Saverio Del Carretto, militare e politico italiano (Barletta, n.1777 - Napoli, †1861)

## Nobili(1)
- Francesco Saverio Valguarnera, nobile, militare e politico italiano (n.1689 - Palermo, †1739)

## Pittori(3)
- Francesco Saverio Altamura, pittore, scrittore e patriota italiano (Foggia, n.1822 - Napoli, †1897)
- Francesco Saverio Mercaldi, pittore, poeta e scrittore italiano (Gagliano del Capo, n.1844 - Gagliano del Capo, †1923)
- Francesco Netti, pittore e letterato italiano (Santeramo in Colle, n.1832 - Santeramo in Colle, †1894)

## Poeti(2)
- Francesco Saverio Abbrescia, poeta e prete italiano (Bari, n.1813 - Bari, †1852)
- Saverio Baldacchini, poeta, letterato e politico italiano (Barletta, n.1800 - Napoli, †1879)

## Politici(8)
- Francesco Saverio Acito, politico italiano (Matera, n.1944)
- Francesco Saverio Azzariti, politico italiano (Napoli, n.1870 - Napoli, †1941)
- Francesco Saverio D'Angelo, politico e letterato italiano (Messina, n.1901 - Caltanissetta, †1988)
- Saverio Fera, politico e avvocato italiano (Petrizzi, n.1890)
- Francesco Saverio Garofani, politico e giornalista italiano (Roma, n.1962)
- Francesco Merlino, politico italiano (Napoli, n.1856 - Roma, †1930)
- Francesco Saverio Petroni, politico italiano (Ortona dei Marsi, n.1766 - Chieti, †1838)
- Francesco Saverio Romano, politico italiano (Palermo, n.1964)

## Presbiteri(2)
- Francesco Saverio Quadrio, presbitero, storico e scrittore italiano (Ponte in Valtellina, n.1695 - Milano, †1756)
- Francesco Saverio Seelos, presbitero tedesco (Füssen, n.1819 - New Orleans, †1867)

## Scrittori(4)
- Francesco Saverio Bartoli, scrittore, comico e letterato italiano (Bologna, n.1745 - †1806)
- Francesco De Sanctis, scrittore, critico letterario e politico italiano (Morra Irpina, n.1817 - Napoli, †1883)
- Francesco Montefredini, scrittore e storico italiano (Spinazzola, n.1827 - Napoli, †1892)
- Francesco Saverio Sipari, scrittore, poeta e politico italiano (Pescasseroli, n.1828 - Napoli, †1874)

## Vescovi cattolici(6)
- Francesco Saverio Buonomo, vescovo cattolico italiano (Gaeta, n.1748 - Gaeta, †1827)
- Francesco Saverio Caruana, vescovo cattolico e patriota maltese (Żebbuġ, n.1759 - Mdina, †1847)
- Francesco Saverio Fontana, vescovo cattolico italiano (Gioia del Colle, n.1667 - Sant'Angelo Le Fratte, †1736)
- Francesco Saverio Gualtieri, vescovo cattolico italiano (Lucoli, n.1740 - Caserta, †1831)
- Francesco Saverio Petagna, vescovo cattolico italiano (Napoli, n.1812 - Castellammare di Stabia, †1878)
- Francesco Saverio Salerno, vescovo cattolico italiano (Caserta, n.1928 - Roma, †2017)

## Zoologi(1)
- Francesco Saverio Monticelli, zoologo italiano (Napoli, n.1863 - Napoli, †1927)